# Brachyscleroma jiulongshana
Brachyscleroma jiulongshana là một loài tò vò trong họ Ichneumonidae.